# خوشی (فیلم ۲۰۱۴)
«خوشی» (انگلیسی: Happiness (2014 film)) فیلمی در ژانر مستند است که در سال ۲۰۱۴ منتشر شد.